# 普魯士戰爭學院

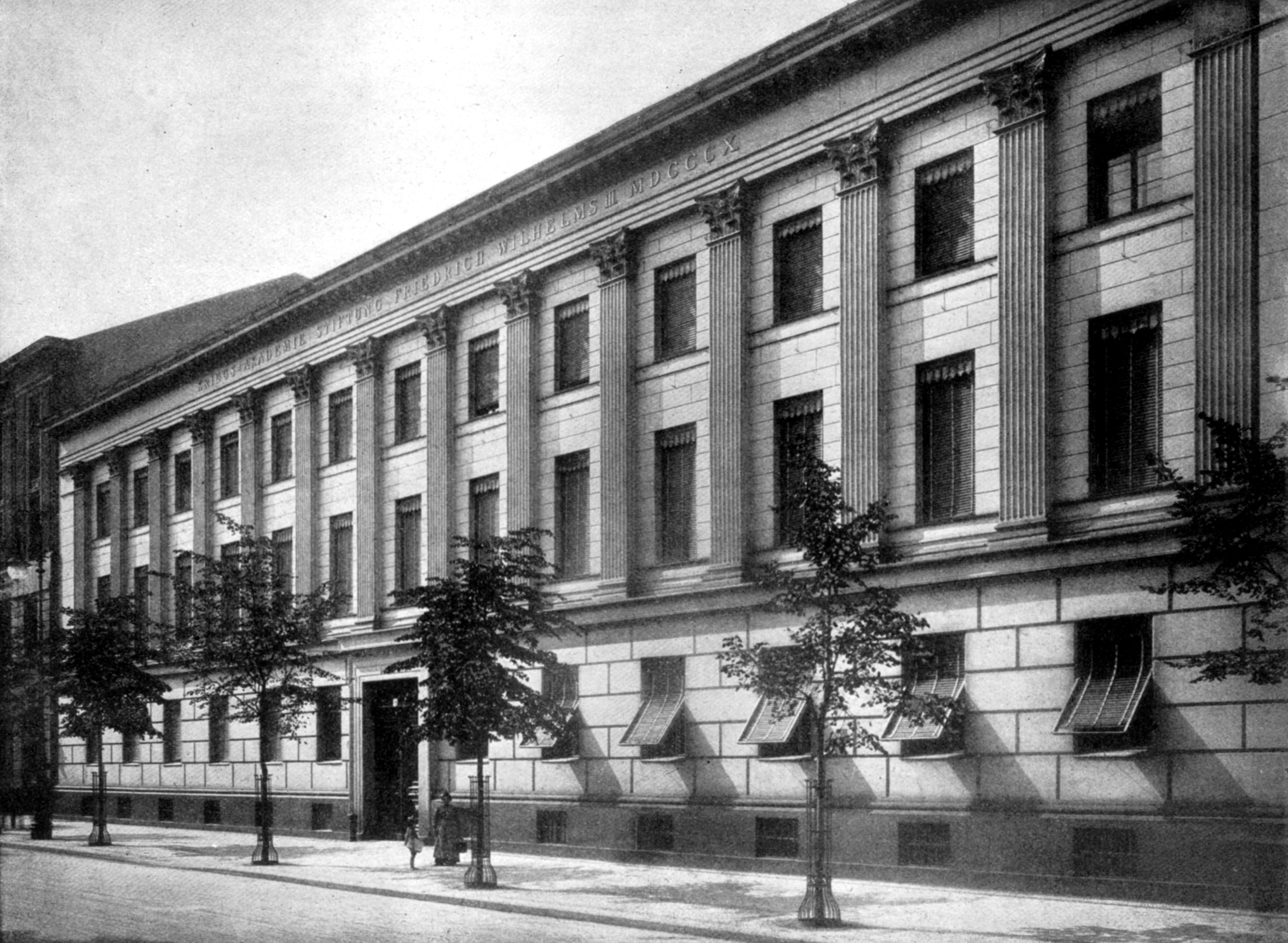
位於菩提樹下大街74號的普魯士戰爭學院

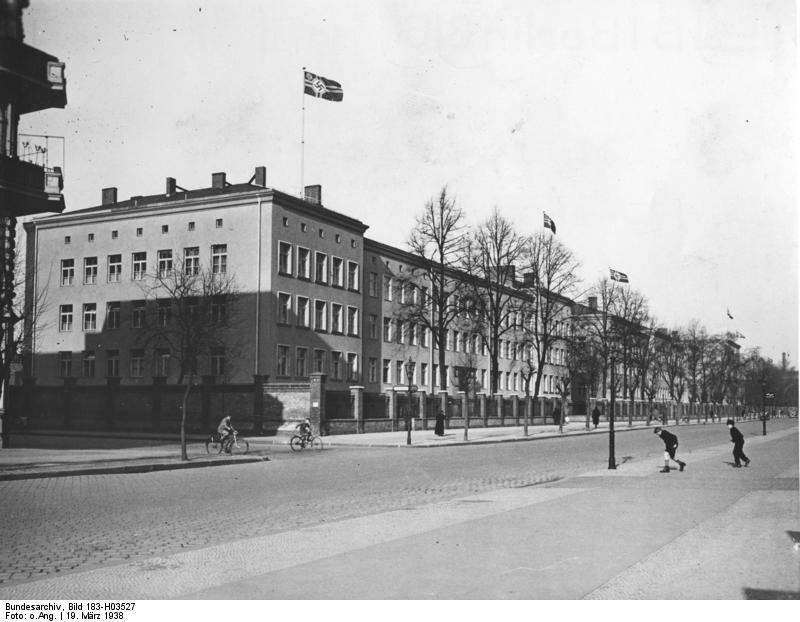
納粹德國時期，戰爭學院被搬遷到了克魯伯街（Kruppstraße）

普鲁士战争学院（德語：Preußische Kriegsakademie）也稱普鲁士参谋学院，是普鲁士王国教育、培训和培养总参谋人员的最高军事设施。
它起源于1801年的青年的步骑兵军官学院（德語：Akademie fürjunge Offiziere der Infanterie und Kavallerie），后来被称为總體战争学校（德語：Allgemeine Kriegsschule）。在普魯士軍事改革期間，它于1810年10月15日由格哈德·冯·沙恩霍斯特在柏林正式重建，是三所军官学院之一。它位于柏林菩提树下大街的建筑由卡爾·弗里德里希·申克爾设计。
戰爭學院自其成立便為德國軍隊輸送了大量人才，推助了德意志統一和爭奪歐陸霸權的進程。1914年第一次世界大战开始时臨時关闭普魯士戰爭學院，战争结束后被凡尔赛条约取締。1935年納粹掌權後得以重新开放並再度招生，最终于1945年关闭。它的繼承者是位于汉堡的德国联邦国防军指挥与参谋学院。普鲁士战争学院有别于普鲁士軍官學校（Hauptkadettenanstalt）和军事学校（Militärfachschulen），后者分別为军官候选人准备军官考试（军官执照）以及传授特定武器类型的技能。